# Pivovar Velká Bíteš
Pivovar Velká Bíteš stojí v obci Velká Bíteš, naproti Restaurace U Raušů. Kvůli přestavbě však budovu pivovaru vůbec nepřipomíná.

## Historie
Várečné právo měla Velká Bíteš prokazatelně od 14. století. Původně na místě pivovaru stály tři domy, které nechal Valentin Augustin Schönbach přestavět na jeden dům. Později je od něj koupilo město. V roce 1687 byl v tomto domě zřízen pivovar, který v polovině 18. století přešel do správy obce a ta jej pronajímala. V letech 1768-1772 se zde vyučil sládek František Ondřej Poupě. V roce 1776 pivovar vyhořel a obnova trvala několik let. Na obnově pivovaru se v letech 1799-1800 podílel právě František Ondřej Poupě spolu se svým bratrem Janem. V této době byla také postavena sladovna. V roce 1900 činil výstav 2000 hl. Kolem roku 1918 pivovar odkoupil tehdejší nájemce Ladislav Štěpánek. Ačkoliv tím podnik získal dlouhodobějšího majitele, významem a výstavem upadal. V roce 1935 činil výstav pouhých 241 hl, což bylo nejmíň ze všech 67 registrovaných pivovarů na Moravě. Majitel se sice snažil bojovat s konkurencí, ale v roce 1942 musel pivovar uzavřít. Později sloužil jako sklad starobrněnského pivovaru.

## Podoba
Budova pivovaru pochází ze 17. století a po ukončení provozu v polovině 20. století došlo k přestavbě na obytný dům (podobně je tomu také u pivovaru v Pozořicích). V současné době tak bývalý pivovar nepřipomíná.

## Sládci
- Karel Staller (okolo roku 1900)
- Jindřich Geisselreiter
- Jan Staller
- Ladislav Štěpánek (1918)